# Wittelshofen
Wittelshofen település Németországban, azon belül Bajorországban. Lakosainak száma 1259 fő (2023. december 31.).

## Népesség
A település népessége az elmúlt években az alábbi módon változott:
| Lakosok száma | 631  | 675  | 1069 | 1261 | 1252 | 1231 | 1248 | 1246 | 1269 | 1259 |
|               | 1875 | 1950 | 1975 | 1987 | 2012 | 2014 | 2016 | 2017 | 2021 | 2023 |